# (10180) 1996 EE2
A (10180) 1996 EE2 a Naprendszer kisbolygóövében található aszteroida. G. J. Garradd fedezte fel 1996. március 15-én.

## Kapcsolódó szócikk
- Kisbolygók listája (10001–10500)